# Infiltrato (romanzo)
Infiltrato è il romanzo d'esordio di Chang-Rae Lee, finalista del Premio Pulitzer per la narrativa.
In una lista stilata dal New York Times gli è stato assegnato il primo posto in classifica nei romanzi più significativi degli ultimi 100 anni, ambientati a New York.

## Trama
Henry Park è un coreano-americano di prima generazione, in una vorticosa ricerca di identità e significato. Henry si trova ad un bivio: sua moglie sta andando via in "vacanza" (un modo gentile per dire che in realtà sta cercando di prendersi del tempo per sé e di allontanarsi da Henry e dal loro matrimonio. Infatti, proprio prima che sua moglie, Leila, salga su un aereo per lasciarlo, dà a Henry un foglio su cui elenca tutti i difetti del marito.
Oltre a dover ripensare il suo matrimonio e cosa significa essere impegnati in una causa, Henry deve anche ripensare a diverse altre questioni importanti, inclusa la sua carriera. Henry lavora per un'azienda come un investigatore privato. La compagnia di Henry è specializzata nella raccolta di informazioni sugli immigrati e Henry stesso deve scavare nel torbido su persone di origine asiatica. Sebbene Henry sia sempre stato un dipendente modello, di recente ha fallato in un incarico, causando così perdita di denaro per l'azienda.
Un'altra questione che Henry deve ripensare è la sua visione dello stile di vita dei suoi genitori. In tutto il romanzo, Henry confronta e confronta costantemente le sue scelte di vita con quelle di suo padre, alterando notevolmente la sua percezione del mondo. La narrazione rivela che la madre di Henry in realtà morì quando aveva dieci anni. Suo padre muore prima ancora che il romanzo inizi. Henry non sa molto della cultura coreana a parte ciò che i suoi genitori gli hanno insegnato. Sebbene Henry abbia spesso combattuto con suo padre riguardo a punti di vista più tradizionali, man mano che invecchia e guarda il mondo attraverso le lenti della maturità, alla fine rivaluta il punto di vista di suo padre.
Il punto di svolta arriva quando Henry deve affrontare un nuovo incarico al lavoro. Henry ha il compito di raccogliere informazioni su un politico coreano americano, John Kwang. A quanto pare, Henry scopre che in realtà rispetta Kwang e ammira anche gli obiettivi dell'uomo. Questo squilibrio tra vita e lavoro fa sì che Henry metta in discussione la sua professione e il possibile fatto che si guadagna da vivere tradendo la propria cultura. Henry non vuole mantenere segreti in ogni aspetto della sua vita, e quindi deve venire a patti con il modo migliore per bilanciare tutti gli aspetti della sua vita in continua evoluzione.